# Mainzer Informations-Bureau
Das Mainzer Informations-Bureau (MIB) war ein auf Veranlassung des österreichischen Außenministers und späteren Staatskanzlers Klemens Wenzel Lothar von Metternich eingerichteter Geheimdienst. Für die Behörde waren eine Reihe von Namen und Schreibweisen, zum Teil nebeneinander, gebräuchlich.

## Auftrag
Im Gegensatz zum Vorläufer der Mainzer Zentraluntersuchungskommission operierte das MIB in völliger Verborgenheit. Es war die Aufgabe des Mainzer Informations-Bureau, mit möglichst unauffälligen Methoden Informationen zu sammeln, insbesondere über Personen und Vereinigungen, welche sich für die seit dem Wiener Kongress (1815) im Entstehen begriffenen oppositionellen Bewegungen begeistern konnten. Hierzu gehörten auch Heinrich Heine und Ludwig Börne in Paris oder Karl Gutzkow in Frankfurt am Main, denen im Jungen Deutschland eine führende Rolle zugesprochen wurde. Zur Bespitzelung bediente sich das MIB so genannter Konfidenten, die von Mainz aus geleitet europaweit agierten.

## Geschichte
Weite Teile der gebildeten deutschen Bevölkerung forderten für sich mehr Bürger- und Freiheitsrechte, insbesondere jedoch einen demokratisch organisierten deutschen Nationalstaat. Dieses Anliegen widersprach jedoch dem metternichschen System. Die Ereignisse um das Hambacher Fest (1832) sowie dem Frankfurter Wachensturm (1833) waren letztendlich der Anlass für Metternich sich besser über diese Revolutionäre unterrichten zu lassen. Im Frühjahr 1833 wurde dazu in Mainz, in nicht allzu weiter Entfernung zum Sitz des deutschen Bundestages (Deutscher Bund), der in Frankfurt am Main tagte, ein entsprechendes Informationsbüro aufgebaut. Mit dem Aufbau dieser neuen Zentralstelle wurden die Polizeibeamten Noe, Bauernschmid, Clannern von Engelshofen und Kowarz betraut.

## Auflösung
Im Laufe der Revolution 1848 war eine Enttarnung des Mainzer Informations-Bureau und deren Mitarbeiter zu befürchten. Dies suchte man zu verhindern, indem umgehend sämtliche Akten vernichtet und die im Dienste stehenden Konfidenten entlassen wurden. Am 28. April 1848 berichtete Engelshofen über die "Finalisierung der Geschäfte des Central-Informationsbureau" nach Wien.

## Agenten
Zu den für Metternich arbeitenden Agenten gehörten unter anderem:
- Karl Eduard Bauernschmid
- Eduard Beurmann
- Adelbert von Bornstedt
- Hermann Friedrich Georg Ebner
- Bernhard Lizius
- Karl Noé Edler von Nordberg

## Dokumentation von Konfidentenberichten
- Karl Glossy (Hrsg.): Literarische Geheimberichte aus dem Vormärz. In: Jahrbuch der Grillparzer-Gesellschaft. 21.–23. Jg. Konegen, Wien, 1912. (1. Teil: 1833–1842; 2. Teil 1843–1847.)
- Hans Adler (Hrsg.): Literarische Geheimberichte. Protokolle der Metternich-Agenten. Bd. 1–2. Leske, Köln, 1977. (Bd. 1: 1840–1843; Bd. 2: 1844–1848.)

## Forschungsliteratur
- Jefferson Adams: Historical dictionary of German intelligence. Maryland USA, 2009, ISBN 978-0-8108-5543-4
- Frank Thomas Hoefer: Pressepolitik und Polizeistaat Metternichs. in: Hans Bohrmann (Hrsg.): Institut für Zeitungsforschung der Stadt Dortmund. Dortmunder Beiträge zur Zeitungsforschung, Band 37, K.G. Saur Verlag, München, New York, London, Paris, 1983, ISBN 3-598-21293-3
- Wolfram Siemann: Deutschlands Ruhe, Sicherheit und Ordnung, Die Anfänge der politischen Polizei 1806-1866. Max Niemeyer Verlag, München 1981, ISBN 978-3-11-162998-8
- Fritz Antonius: Zum Konfidentenwesen des Vormärz. in: Lothar Gross: Historische Blätter, im Auftrag der Beamten des Haus-, Hof- und Staatsarchivs, 7. Heft, Wien 1937